# 서울국제고등학교
서울국제고등학교(서울國際高等學校)는 대한민국 서울특별시 종로구 명륜1가에 있는 공립 고등학교이다.

## 학교 연혁
- 2007년 7월 19일 : 학교설립 인가(조례 제4538호)
- 2008년 3월 1일 : 초대 이병호 교장 취임
- 2008년 3월 3일 : 제1회 입학식(6학급 154명)
- 2008년 5월 7일 : 개교식
- 2010년 2월 24일 : 제1기 조기졸업
- 2011년 2월 11일 : 제1기 졸업식 및 제2기(4명) 조기졸업식
- 2022년 2월 10일 : 제12기 졸업식(6학급 146명)
- 2022년 3월 1일 : 김한주 교장 취임
- 2022년 3월 2일 : 제15회 입학(6학급 152명)

## 참고 자료
- 서울국제고등학교 - 한국교육학술정보원 학교알리미